# Kobylin (gromada w powiecie krotoszyńskim)
Kobylin – dawna gromada, czyli najmniejsza jednostka podziału terytorialnego Polskiej Rzeczypospolitej Ludowej w latach 1954–1972.
Gromady, z gromadzkimi radami narodowymi (GRN) jako organami władzy najniższego stopnia na wsi, funkcjonowały od reformy reorganizującej administrację wiejską przeprowadzonej jesienią 1954 do momentu ich zniesienia z dniem 1 stycznia 1973, tym samym wypierając organizację gminną w latach 1954–1972.
Gromadę Kobylin z siedzibą GRN w mieście Kobylinie (nie wchodzącym w skład gromady) utworzono – jako jedną z 8759 gromad na obszarze Polski – w powiecie krotoszyńskim w woj. poznańskim, na mocy uchwały nr 27/54 WRN w Poznaniu z dnia 5 października 1954. W skład jednostki weszły obszary dotychczasowych gromad Długołęka, Fijałów, Górka, Kobylin Stary, Rębiechów, Rzemiechów, Starkowiec i Wyganów ze zniesionej gminy Kobylin w tymże powiecie. Dla gromady ustalono 16 członków gromadzkiej rady narodowej.
1 stycznia 1959 do gromady Kobylin włączono obszar zniesionej gromady Smolice w tymże powiecie.
1 stycznia 1960 do gromady Kobylin włączono obszary zniesionych gromad Kuklinów i Zalesie Wielkie w tymże powiecie.
1 stycznia 1970 do gromady Kobylin włączono 692,55 ha z miasta Kobylin w tymże powiecie, natomiast 2,30 ha (część wsi Stary Kobylin) z gromady Kobylin włączono do miasta Kobylin.
Gromada przetrwała do końca 1972 roku, czyli do kolejnej reformy gminnej. 1 stycznia 1973 w powiecie krotoszyńskim reaktywowano gminę Kobylin.